# Operacja orszańska
Operacja orszańska (ros. Оршанская наступательная операция) – operacja strategiczna Armii Czerwonej na terenie wschodniej Białorusi prowadzona między 12 października a 2 grudnia 1943 roku na froncie wschodnim II wojny światowej. Była to jedna z szeregów operacji mających na celu opanowanie Bramy Smoleńskiej oraz przełamanie niemieckiej Panther-Wotan-Linie. Celem operacji orszańskiej było opanowanie miasta Orsza nad górnym Dnieprem, ważnego węzła komunikacyjnego. Operacja zakończyła się niepowodzeniem, a jej efektem były jedynie niewielkie postępy okupione dużymi stratami. Jednym z pierwszych działań radzieckich w ramach operacji orszańskiej była bitwa pod Lenino, która była chrztem bojowym 1 Dywizji Piechoty im. Tadeusza Kościuszki.

## Operacja
Po zwycięskiej bitwie na łuku kurskim (lipiec 1943) Armia Czerwona stanęła przed wyzwaniem przełamania oporu niemieckiego zaplanowanego na tzw. Panther-Wotan-Linie, która w dużej mierze opierała się na linii Dniepru. Trzy radzieckie fronty otrzymały zadanie opanowania Bramy Smoleńskiej, czyli strategicznego obszaru pomiędzy górnymi odcinkami Dźwiny i Dniepru z głównymi miastami Smoleńskiem, Orszą i Witebskiem. Opanowanie Bramy Smoleńskiej miało uniemożliwić niemiecki kontratak na Moskwę i otwierało drogę do marszu na zachód przez Białoruś. Jednocześnie na południu, na terenie Ukrainy, trwała bitwa o środkowy Dniepr (24 sierpnia – 23 grudnia 1943).
W wyniku zakończonej sukcesem operacji smoleńskiej (operacja Suworow, 7 sierpnia – 2 października 1943) Armia Czerwona opanowała strategicznie ważny Smoleńsk (24 września) i przerwała niemiecką linię obrony. Do końca września wojska radzieckie dotarły do Dniepru na odcinku ok. 750 km od Łojewa do Zaporoża, i utworzyły 23 przyczółki na prawym brzegu. Jednak w rejonie Lady - Łojewo niemiecka 4 Armia wchodząca w skład Grupy Armii Środek utrzymywała duże przedmoście po lewej stronie Dniepru, wraz z ważnym węzłem komunikacyjnym w Orszy, gdzie krzyżowały się drogi z Moskwy do Mińska i z Leningradu do Kijowa.
Stawka, naczelne dowództwo radzieckie, na wniosek gen. Wasilija Sokołowskiego zarządziło przeprowadzenie operacji orszańskiej Frontowi Zachodniemu. Ponieważ jednak pierwszeństwo miało natarcie na Ukrainie, więc Sokołowski nie uzyskał wystarczającego wsparcia. Pierwsze natarcie na przedmoście orszańskie załamało się na silnie umocnionych pozycjach niemieckiej 4. Armii gen. Gottharda Heinriciego. Jednym z tych zakończonych niepowodzeniem działań radzieckich była bitwa pod Lenino w rejonie rzeki Mierei, lewego dopływu Dniepru (przed rozbiorami Miereja była rzeką graniczną między Rzecząpospolitą a obszarem rdzennej Rosji).
Kolejne działania radzieckie były prowadzone od północno-wschodniej strony Dniepru, na obszarze Bramy Smoleńskiej. Pomimo niewielkich postępów operacja zakończyła się niepowodzeniem. Niemcy utrzymali w swych rękach Witebsk, Orszę, Mohylew i Żłobin. Niepowodzeniem zakończyła się też kolejna operacja witebska (3 lutego – 13 marca 1944).
Obronę niemiecką na tym odcinku udało się przełamać dopiero w czerwcu 1944 roku w trakcie operacji witebsko-orszańska (22-28 czerwca 1944), która była częścią operacji „Bagration”.